# سرسختی پایین
سرسختی پایین روستایی در دهستان کزاز بخش مرکزی شهرستان شازند استان مرکزی ایران است.

## جمعیت
بر پایه سرشماری عمومی نفوس و مسکن در سال ۱۳۹۵ جمعیت این روستا ۱٬۰۵۴ نفر (۳۲۰خانوار) بوده‌است.